# Митний союз ЄАЕС
Митний союз ЄАЕС або просто Митний союз (рос. Таможенный Союз, ТС) — форма міждержавної торгово-економічної інтеграції країн Евразійського економічного союзу. В союз входять Білорусь, Вірменія, Казахстан, Киргизстан та Росія. Митний союз почав роботу з 1 січня 2015 року та є правонаступником Митного союзу Білорусі, Казахстану і Росії, який діяв з 1 січня 2010 року.

## Склад
Учасники:
- Казахстан (з 1 липня 2010)
- Росія (з 1 липня 2010)
- Білорусь (з 6 липня 2010)
- Вірменія (з 2 січня 2015)
- Киргизстан (з 12 серпня 2015)

Кандидати:
- Сирія
  - Оголошено про намір вступу — 20 жовтня 2013.
- Туніс
  - Оголошено про намір вступу — 14 січня 2015.

## Історія
У 1995 році керівники Росії, Білорусі, Казахстану, а трохи пізніше — Киргизії, Узбекистану і Таджикистану підписали перший договір про створення Митного союзу, який згодом трансформувався в ЄврАзЕС.
Договір між Білоруссю, Казахстаном і Росією про створення єдиної митної території і формування Митного союзу був підписаний у місті Душанбе 6 жовтня 2007 року.

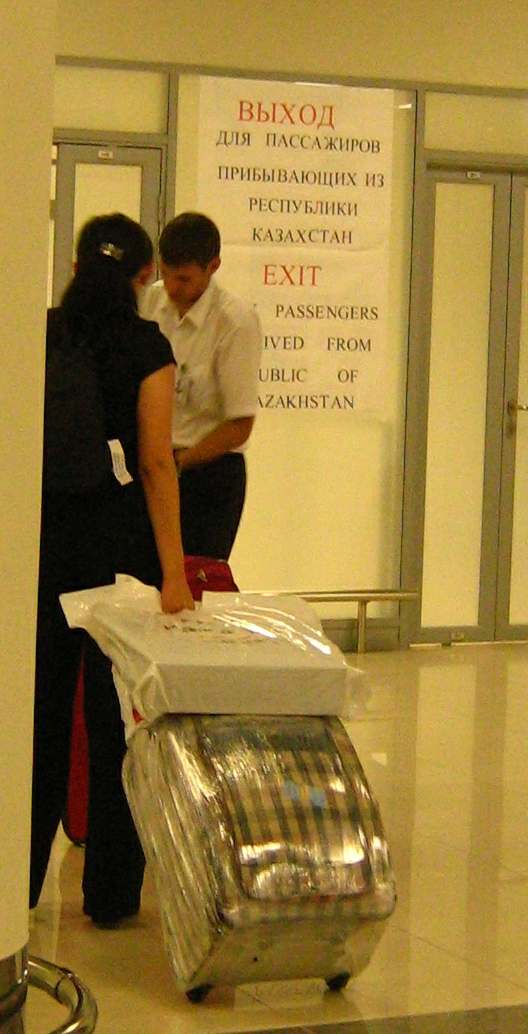
Росія, московський аеропорт Шереметьєво-E, зал прильоту. Вихід для пасажирів, що прибувають з Казахстану — тепер без митного огляду, внаслідок введення в дію Митного союзу Білорусі, Казахстану і Росії.

28 листопада 2009 зустріч Д. А. Медведєва, А. Г. Лукашенка і Н. А. Назарбаєва в Мінську ознаменувала собою активацію роботи зі створення на території Росії, Білорусі і Казахстану з 1 січня 2010 року єдиного митного простору. У цей період був ратифікований ряд важливих міжнародних угод щодо Митного союзу. Всього за 2009 рік на рівні глав держав і урядів було прийнято близько 40 міжнародних договорів, які склали основу Митного союзу.
Навесні 2010 року між керівництвами країн-учасників почалися розбіжності, і 28 травня голова уряду Росії В. В. Путін оголосив про те, що союз почне діяти без участі Білорусі.
Після отримання офіційного підтвердження з боку Білорусі в червні 2010 року, Митний союз мав бути запущений у тристоронньому форматі набранням чинності Митного кодексу трьох країн. З 1 липня 2010 року новий Митний кодекс почав застосовуватися у відносинах між Росією і Казахстаном, а з 6 липня 2010 — у відносинах між Росією, Білоруссю і Казахстаном.
1 квітня 2011 на кордоні Росії та Білорусі скасовано транспортний контроль. Його перенесли на зовнішній контур кордонів Митного союзу.
1 липня 2011 на кордонах Росії, Казахстану та Білорусі скасовано митний контроль. Його перенесли на зовнішній контур кордонів Митного союзу.
19 жовтня 2011 р. в Санкт-Петербурзі на засіданні глав ЄврАзЕС заявлено про приєднання Киргизії до Митного союзу.
З метою забезпечення функціонування та розвитку Митного союзу і Єдиного економічного простору створена Євразійська економічна комісія (ЄЕК). Вона стала наступницею комісії Митного союзу, діяльність якої, відповідно до статті 39 Договору про Євразійську економічну комісію від 18 листопада 2011 р., була припинена 1 липня 2012-го.
Головою колегії ЄЕК призначений міністр промисловості і торгівлі РФ Віктор Христенко. До ради ЄЕК увійдуть по одному представнику від кожної держави-члена на рівні віце-прем'єрів. Колегія комісії стане постійним професійно-виконавчим органом з дев'яти членів (по три від кожної країни). Передбачена ротація голів колегії раз на чотири роки.
Формування ЄЕК стало одним із кроків на шляху трансформації Митного союзу і ЄврАзЕС в Євразійський економічний союз.
З 1 січня 2015 року набув чинності  договір "Про Євразійський економічний союз" та втратила чинність угода "Про створення єдиної митної території та Митного союзу" від 6 жовтня 2007. Відповідно Митний союз Білорусі, Казахстану та Росії припинив існування, а його правонаступником став Митний союз ЄАЕС.
10 жовтня 2014 угоду про приєднання до союзу підписала Вірменія (угода набула чинності 2 січня 2015).
8 травня 2015 угоду про приєднання до союзу підписав Киргизстан (угода набула чинності 12 серпня 2015).

## Загальні відомості
Експорт

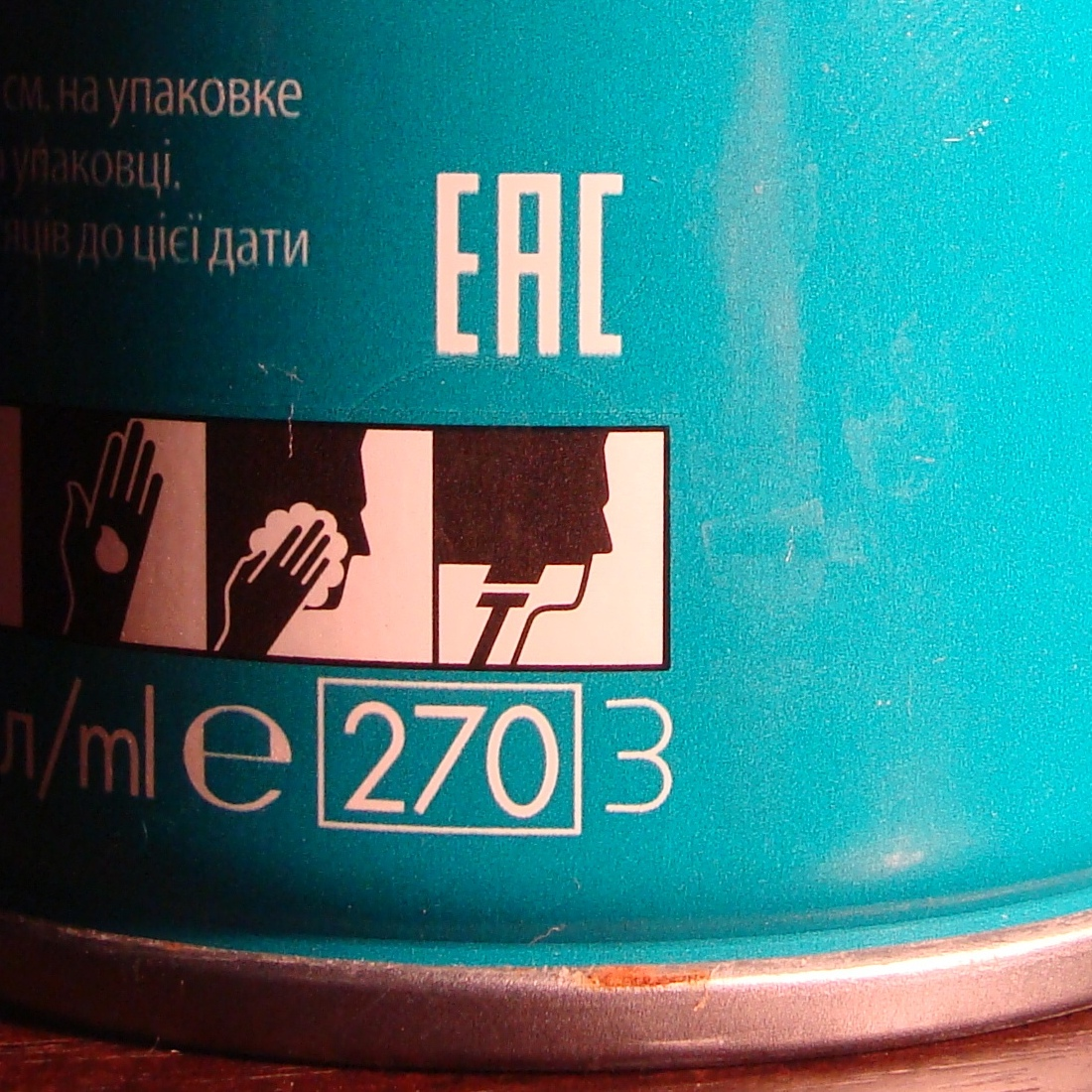
Знак обігу продукції на ринку Митного союзу.

- При експорті товарів застосовується нульова ставка ПДВ і (або) звільнення від сплати (відшкодування сплаченої суми) акцизів за умови документального підтвердження факту експорту.

Імпорт
- При імпорті товарів на територію Російської Федерації з території Республіки Білорусь або Республіки Казахстан ПДВ та акцизи стягуються російськими податковими органами.

Так само при наданні робіт і послуг на території РФ, податкова база, ставки, порядок стягнення та податкові пільги (звільнення від оподаткування) визначаються відповідно до законодавства Російської Федерації.

## Органи управління

### Вища євразійська економічна рада
Основний орган Митного союзу ЄАЕС — Вища євразійська економічна рада, Міждержавна рада ЄАЕС у складі представників країн-учасниць Митного союзу й Єдиного економічного простору. До ради входять голови держав і урядів Митного союзу. Вища рада збирається на рівні глав держав не рідше одного разу на рік, на рівні глав урядів — не рідше двох разів на рік. Рішення приймаються консенсусом. Прийняті рішення стають обов'язковими для виконання у всіх державах-учасниках. Рада визначає склад і повноваження інших регулюючих структур Митного союзу.

### Євразійська економічна комісія
Євразійська економічна комісія (ЄЕК) — постійний наднаціональний регулюючий орган Митного союзу і Єдиного економічного простору. Основним завданням комісії є забезпечення умов функціонування і розвитку союзу. Євразійська економічна комісія функціонує з 1 січня 2012 р. й успадкувала повноваження Комісії митного союзу в сферах митно-тарифного регулювання, митного адміністрування та технічного регулювання. ЄЕК має два рівні управління: Рада ЄЕК і Колегія ЄЕК.
Рада Комісії здійснює загальне керівництво діяльністю Комісії. У Раду Комісії входять по одному представнику від кожної країни, які є заступниками голов урядів. Головування здійснюється по черзі протягом одного року в порядку російського алфавіту за найменуванням країни. Рада Комісії приймає рішення консенсусом.
Колегія Комісії є виконавчим органом Комісії. Колегія Комісії складається з 9 членів (по 3 члени від кожної країни-учасниці), один з яких рішенням Вищої ради призначається головою Колегії.
ЄЕК функціонує на основі Договорів від 18 листопада 2011 р. «Про Євразійську економічну комісію» та рішення Вищої ради «Про регламент роботи Євразійської економічної комісії»..

## Результати діяльності

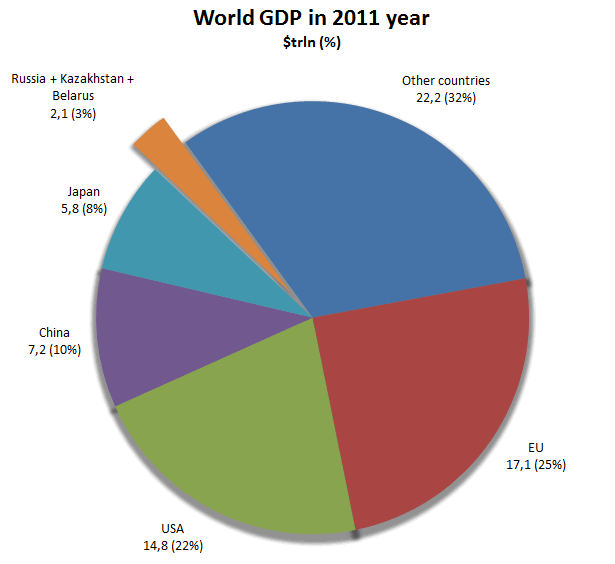
Частка Митного Союзу Білорусі, Казахстану і Росії у світовому ВВП:
Інші країни - $19.44 трлн. (30.8%)
ЄС - $16.07 трлн. (25.9%)
США - $14.67 трлн. (23.2%)
Китай - $5.88 трлн. (9.3%)
Японія - $5.46 трлн. (8.7%)
Митний Союз Білорусі, Казахстану і Росії - $1.66 трлн. (2.6%)

Загальна частка ВВП трійки країн даного митного союзу в 2010 році склала 2,6% від світового.
За два перші роки існування Митного союзу частки взаємного товарообігу всіх країн-учасниць не змінилися. Ці дані отримані в липні 2012 року російськими економістами на замовлення Міністерства економічного розвитку Росії в результаті аналізу показників внутрішнього товарообігу в Митному союзі.

## Розширення

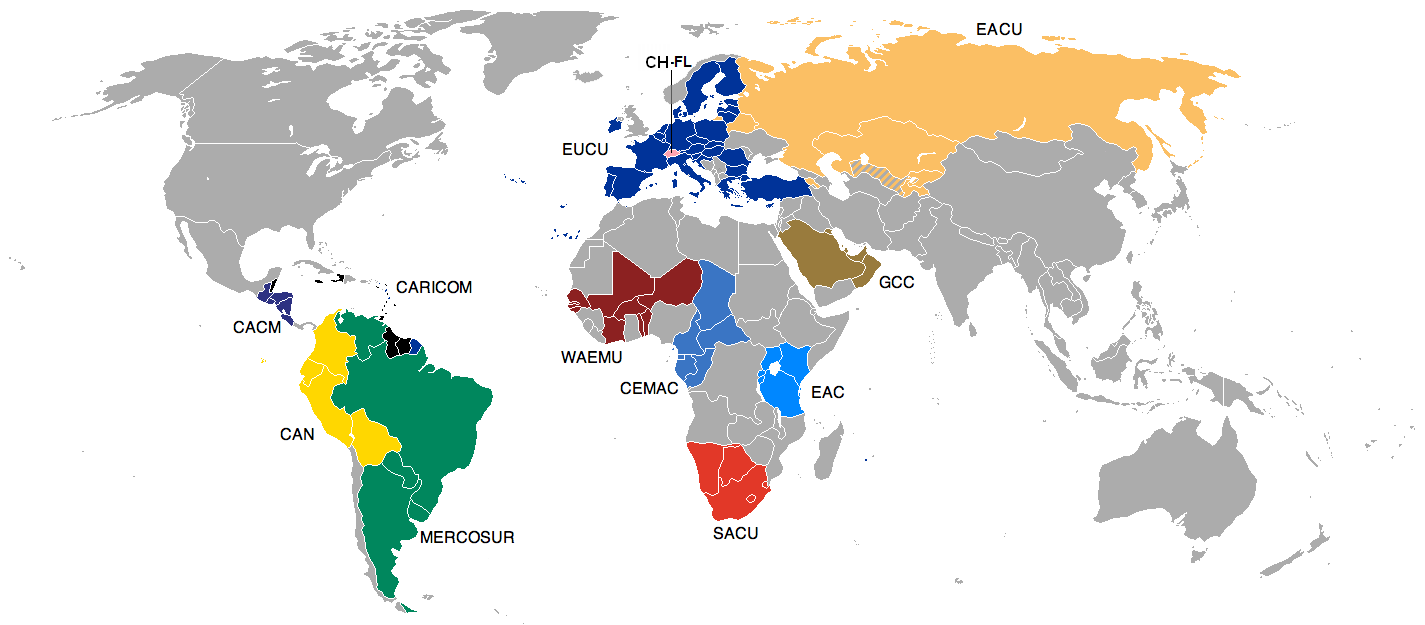
Існуючі митні союзи

24 жовтня 2011 року Молдова почала вивчення питання про приєднання до Митного союзу. За приєднання висловилася найбільша партія парламенту — партія комуністів на чолі з тодішнім президентом Молдови Володимиром Вороніним, а також позапарламентська Соціал-демократична партія. Європейський Союз відреагував на ці події, сказавши, що у разі вступу до МС пільговий режим торгівлі з ЄС у Молдови відберуть.
- Узбекистан

8 грудня 2011 р. президент Узбекистану Іслам Карімов заявив, що Узбекистан не буде приєднуватися до Митного союзу та інших міждержавних об'єднань, оскільки «не виключається, що вони вийдуть за рамки економічних інтересів і набудуть політичного забарвлення і змісту».
- Вірменія

3 вересня 2013 р. рішення приєднатися до Митного союзу оголосив президент Вірменії Серж Саргсян після двосторонніх перемовин із президентом Росії. «Президент республіки Вірменія Серж Саргсян заявив про рішення вступити до Митного союзу і вжити для цього необхідних практичних кроків, а в подальшому брати участь у формуванні Євразійського економічного союзу», — йдеться в спільній заяві президентів двох країн.
- Туреччина

24 жовтня 2013 р. Президент Казахстану Нурсултан Назарбаєв заявив, що Туреччина зацікавлена у вступі до Митного союзу: «До мене звернувся прем'єр-міністр Туреччини Ердоган — чи не можна Туреччину прийняти до Митного союзу. Туреччина — велика країна, у нас спільні кордони, і тоді взагалі б відпало питання, яке часто ставлять, — що ви створюєте Радянський Союз».
- Сирія

Про намір Сирії вступити до Митного союзу Росії, Білорусі і Казахстану повідомив віце-прем'єр сирійського уряду Кадри Джаміль: «Сирія хоче цього. Ми працюємо в цьому напрямі. Документи вже готові. Ми проводимо переговори з Білоруссю й Казахстаном. З російськими партнерами переговори закінчилися. Ми хочемо бути в цій організації».

## Україна і Митний союз
Після перемоги Віктора Януковича на виборах 2010 року пожвавилися відносини з Російською Федерацією: за підсумками 2010-го Україна і Росія вийшли на докризовий рівень взаємної торгівлі, в першому кварталі 2011 року товарообіг між країнами склав 157% по відношенню до 2010 року і продовжує зростати; за час президентства Януковича між керівництвом України і Росії відбулося приблизно 40 контактів на вищому рівні.
5 березня 2011 року під час перебування українського президента в Москві з одноденним візитом прем'єр-міністр Володимир Путін запропонував Україні вступити до Митного союзу з Росією, Білоруссю і Казахстаном.
7 квітня заступник генерального директора Генерального директорату «Європейська політика сусідства» Єврокомісії Хюг Мінгареллі, виступаючи на засіданні Комітету з питань закордонних справ Європарламенту, повідомив про неможливість для України одночасного вступу до Митного союзу з Росією, Білоруссю та Казахстаном і створення зони вільної торгівлі (ЗВТ) з Європейським Союзом.
12 квітня під час візиту в Київ Володимир Путін в черговий раз заявив, що у разі створення ЗВТ Росія закриє доступ на свій ринок для низки українських товарів. Крім того, прем'єр-міністр РФ наголосив, що завдяки Митному союзу Україна зможе отримати близько 10 мільярдів доларів додаткових надходжень до державного бюджету.
10 вересня 2013 року впливовий американський політолог Френсіс Фукуяма на публічній лекції в Києві заявив:
|  | Україна не має іншого вибору, крім інтеграції з Євросоюзом. ЄС - це потужний двигун реформ. Альтернативою йому може бути тільки союз, побудований тільки на газі, нафті і крадіжці. Це може бути катастрофою для України. |

## Україна і ЄС
Європейський Союз запропонував Україні обрати між зоною вільної торгівлі з ним і вступом до Митного союзу з Росією, Білоруссю та Казахстаном.
Комісар ЄС з питань розширення та європейської політики сусідства Штефан Фюле на зустрічі з депутатами Верховної Ради України в лютому 2013 заявив:
Вступ в будь-яку структуру, яка буде припускати передачу наднаціональному органу повноважень встановлювати тарифи та визначати торгову політику буде означати, що Україна більше не буде в змозі здійснити узгоджену з Європейським союзом скасування тарифів. <…> Вона буде не в змозі економічно інтегруватися в ЄС.

## Критика
У порівняльному аналізі у країн-членів митного союзу дуже великий рівень корупції, низький рівень економічних свобод та низький рівень демократії (у всіх цих країнах правлять авторитарні режими). За рівнем корупції, згідно з рейтингом Transparency International у 2010 році, Казахстан посів 105 місце серед 178 країн, Білорусь — 127, Росія — 154. За рейтингом економічних свобод оприлюдненим The Heritage Foundation в 2010 році, Казахстан посів 78 місце серед 178 країн, Росія — 143, Білорусь — 155. Згідно з індексом демократії, який щорічно складає Economist Intelligence Unit — Росія посідає 117 місце («Авторитарний режим») серед 167 країн, Казахстан — 137 («Авторитарний режим»), Білорусь — 139 («Авторитарний режим»).

## Виноски
1. 1 2  Номинальный ВВП и ВВП по ППС Белоруссии, Казахстана и России (оценка МВФ за 2011 год) (англ.). Международный валютный фонд. 1 квітня 2012. Архів оригіналу за 17 жовтня 2012. Процитовано 3 вересня 2012.
2. ↑  Цей термін є загальним, тому може бути вжитим щодо Митного союзу Росії, Білорусі та Казахстану лише за умови зрозумілого контексту.
3. ↑  www.nalog.ru — Таможенный союз. Архів оригіналу за 3 вересня 2013. Процитовано 26 серпня 2013.
4. ↑  Договор о Евразийской экономической комиссии (pdf). Евразийская экономическая комиссия. Архів (PDF) оригіналу за 17 жовтня 2012. Процитовано 3 вересня 2012.
5. ↑  Решение Высшего Евразийского экономического совета от 18.11.2011 г. № 1 «О Регламенте работы Евразийской экономической комиссии» (doc). Министерство экономического развития России. Архів оригіналу за 25.10.2012. Процитовано 3 вересня 2012.
6. 1 2  www.cia.gov: World GDP in 2010 year. Архів оригіналу за 23 березня 2016. Процитовано 1 травня 2012. www.cia.gov: World GDP in 2010 year(англ.)
7. ↑  Таможенный союз пока бесполезен (рос.). Архів оригіналу за 27 листопада 2012. Процитовано 26 листопада 2012.
8. ↑  Вірменія вступить у Митний союз. Архів оригіналу за 29 жовтня 2013. Процитовано 26 жовтня 2013.
9. ↑  Туреччина хоче вступити до Митного союзу — Назарбаєв [Архівовано 27 жовтня 2013 у Wayback Machine.].
10. ↑  Сирія прагне приєднатися до Митного союзу. Архів оригіналу за 29 жовтня 2013. Процитовано 26 жовтня 2013.
11. ↑  Для Украины альтернативой ЕС может быть только союз, построенный на газе, нефти и воровстве. Архів оригіналу за 14 вересня 2013. Процитовано 11 вересня 2013.
12. ↑  Reuters: ЄС застеріг Україну від Митного союзу з Росією [Архівовано 3 грудня 2013 у Wayback Machine.], 7 лютого 2013 (рос.)
13. ↑  [[Трансперенсі Інтернешнл - Transparency International]]. Архів оригіналу за 26 грудня 2018. Процитовано 1 травня 2012. Transparency International (англ.)
14. ↑  [[The Heritage Foundation]]. Архів оригіналу за 16 вересня 2017. Процитовано 1 травня 2012. The Heritage Foundation (англ.)
15. ↑  Democracy Index (The Economist) in English Wikipedia
16. ↑  [Індекс демократії 2010  ([[PDF]], 3 МБ) (PDF) (англ.). Архів оригіналу (PDF) за 6 червня 2018. Процитовано 1 травня 2012. {{cite web}}: Назва URL містить вбудоване вікіпосилання (довідка); символ нерозривного пробілу в |title= на позиції 128 (довідка) Індекс демократії 2010 (англ.) (PDF, 3 МБ)]